# Bogdanów (Grodków)

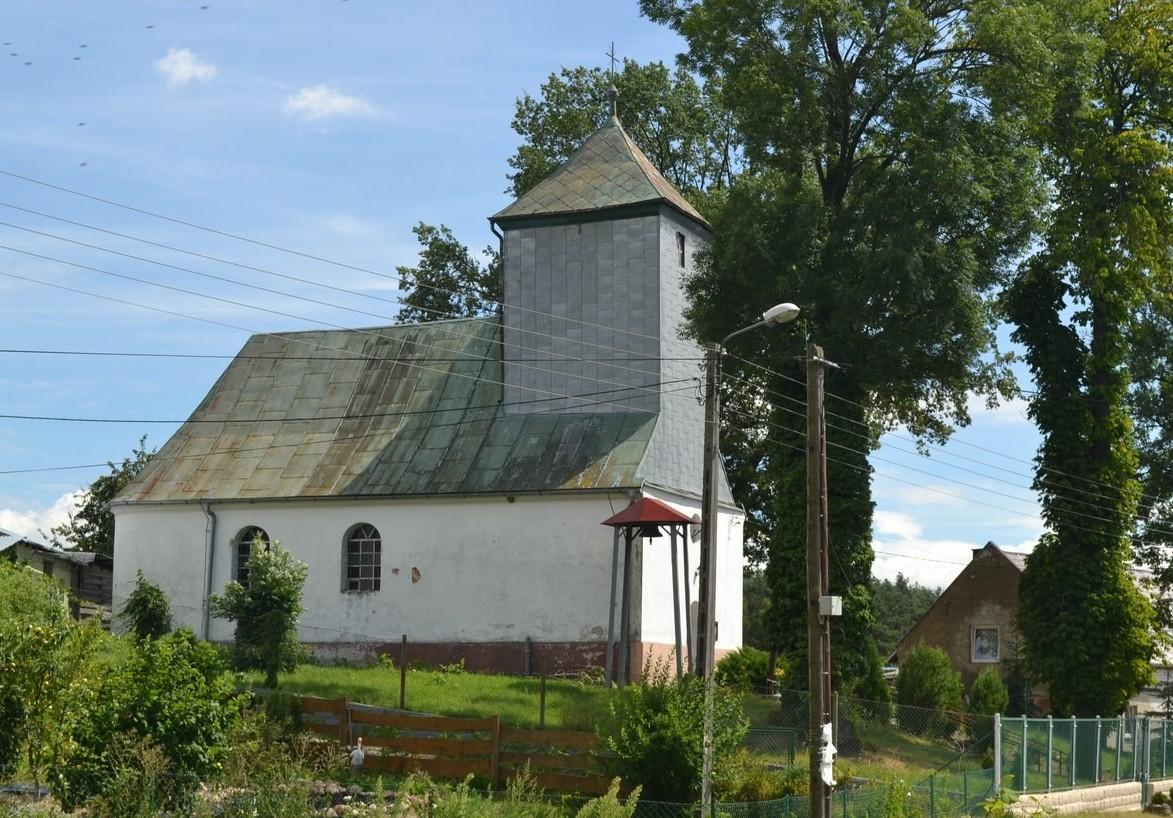
Stanislauskirche

Bogdanów (deutsch: Boitmannsdorf) ist ein Ort in der Stadt- und Landgemeinde Grodków (Grottkau) in der Woiwodschaft Opole in Polen.

## Geographie
Das Straßendorf Bogdanów liegt Schlesischen Tiefebene etwa zwölf Kilometer südwestlich von Grodków (Grottkau), 38 Kilometer südwestlich von Brzeg (Brieg) und 45 Kilometer westlich von Opole (Oppeln). Südlich fließt die Stara Struga, ein linker Zufluss der Glatzer Neiße.
Nachbarorte von Bogdanów sind im Nordosten Kobiela (Kühschmalz), im Südwesten Jaszów (Seiffersdorf bei Ottmachau) und im Nordwesten Samborowice (Alttschammendorf).

## Geschichte
Urkundlich erwähnt wurde „Bogdansdorf“ erstmals um 1303 im Breslauer Zehntregister Liber fundationis episcopatus Vratislaviensis. Somit gehörte es von Anfang an zum Fürstentum Neisse, in dem ab 1290 die Bischöfe neben der geistlichen auch die weltliche Macht ausübten. 1369 ist es unter der Schreibweise Bodinstorf belegt. Damals war es im Besitz des Johannes von Boitmannsdorf, wobei ein Anteil der Elisabeth Lösynne gehörte. 1381 gehörte es dem Georg von Boitmannsdorf. 1645 gehörte es dem Gabriel von Hundt. Der Ortsname leitet sich vom Gründer des Dorfes ab, das Dorf des Bodins.
Nach dem Ersten Schlesischen Krieg 1742 fiel Boitmannsdorf mit dem größten Teil des Fürstentums Neisse an Preußen.
Nach der Neugliederung der Provinz Schlesien gehörte die Landgemeinde Boitmannsdorf ab 1816 zum Landkreis Grottkau, mit dem sie bis 1945 verbunden blieb. 1845 bestanden im Dorf ein Vorwerk, eine Kapelle, eine Brennerei und 38 weitere Häuser. Im gleichen Jahr lebten in Boitmannsdorf 223 Einwohner, davon zwei evangelisch. Ab 1874 war des dem neu gebildeten Amtsbezirk Kühschmalz eingegliedert, der die Landgemeinden Boitmannsdorf, Nieder Kühschmalz, Ober Kühschmalz und Rogau sowie die gleichnamigen Gutsbezirke umfasste. 1885 zählte Boitmannsdorf 182 Einwohner, 1933 waren es 218 und 1939 212 Einwohner. Bei Ausgrabungen wurde 1935 im Dorf ein Bronzebeil aus der Zeit von 1400 bis 1200 v. Chr. gefunden. Das Rittergut Boitmannsdorf war bis 1945 im Besitz der Herren von Hundt und Alten-Grottkau.
Als Folge des Zweiten Weltkriegs fiel Boitmannsdorf 1945 mit dem größten Teil Schlesiens an Polen. Nachfolgend wurde es in Bogdanów umbenannt und der Woiwodschaft Schlesien angeschlossen. 1950 wurde es der Woiwodschaft Opole eingegliedert.

## Sehenswürdigkeiten
- Die Römisch-katholische Kirche mit dem Patrozinium des hl. Stanislaus (polnisch Kościół św. Stanisława Biskupa) wurde im 19. Jahrhundert errichtet. Das Gebäude steht seit 1966 unter Denkmalschutz.[7]
- Hölzernes Wegekreuz